# 佐藤優里亜
佐藤 優里亜（さとう ゆりあ、本名：野間口 優里亜（のまぐち ゆりあ）。1988年〈昭和63年〉2月23日 - ）は、読者モデルを経て、2015年ビューティー雑誌『MAQUIA』専属モデルとなり活躍するビューティーモデルである。神奈川県茅ヶ崎市出身。うお座。血液型はO型。

## 経歴
- 15歳の頃からティーン雑誌『Cawaii!』の読者モデルとして5年間活躍[4]。
- 2008年にデビューした『DEARA&Gabriel』のプレスアシスタントを経て、2010年春から同社のプレスに就任。同年12月には『LITRO』（リトロ）というプライベートブランドを立ち上げた[5]。ファストブランドのアイテムを組み合わせて、甘辛MIXコーデを作り上げるのが得意。
- 2011年11月24日、自身のブログで当時読売ジャイアンツに所属していた野間口貴彦投手と結婚することを発表した[6]。翌2012年7月5日に男児を出産[7]。
- 2014年5月5日、自身のYouTubeチャンネルを開設[2]。2016年からはUUUMの所属クリエイターとなり[1]、チャンネル登録者数は2021年時点で20万人を超えている。
- 2015年、ビューティー雑誌MAQUIA専属モデルに加入。

## 人物
- 愛称は「ゆりあ」だが、福長優からは“ゆりあん”[5]、森下まいからは“ユリアンヌ”[8]と呼ばれている。
- 家族は母と姉1人[9]。父親は優里亜が高校3年の時に病に冒され、野間口との結婚から2年3か月を経た2014年2月にこの世を去っている[10]。
- プライベートでは樋浦結花・舞花姉妹や、橋本江莉果、伊藤綾沙子と親交が深く[11][12]、この4人と優里亜をまとめて“ゴールデン”と呼称している[13][14]。
- 時東ぁみは中学時代の同級生[15]。